# Schmalspurbahnmuseum Jekaterinburg
| Schmalspurbahnmuseum Jekaterinburg | Schmalspurbahnmuseum Jekaterinburg |
| ---------------------------------- | ---------------------------------- |
| Draisine PD1-843                   |                                    |
| Spurweite:                         | 750 mm (Schmalspur)                |
|                                    |                                    |

Das Schmalspurbahnmuseum Jekaterinburg (russisch Музей узкоколейных железных дорог Екатеринбург, transkribiert Musei uskokoleinych dorog Jekaterinburg, transliteriert Muzej uzkokolejnyh železnyh dorog Ekaterinburg) ist ein im September 2016 eröffnetes Eisenbahnmuseum für Schmalspurbahn-Schienenfahrzeuge in Jekaterinburg in Russland.

## Geschichte
Im Juni 2013 wurde auf Vorschlag des Chefingenieurs der Swerdlowsker Eisenbahn, Igor Naboichenko, beschlossen, an den Gleisen der Kindereisenbahn Swerdlowsk ein Schmalspurbahnmuseum als Zweigstelle des Jekaterinburger Museums für Eisenbahnverkehrsentwicklung einzurichten.

## Ausstellungsstücke

### Dampflokomotiven
- Dampflokomotive 157-63, 1936[2]

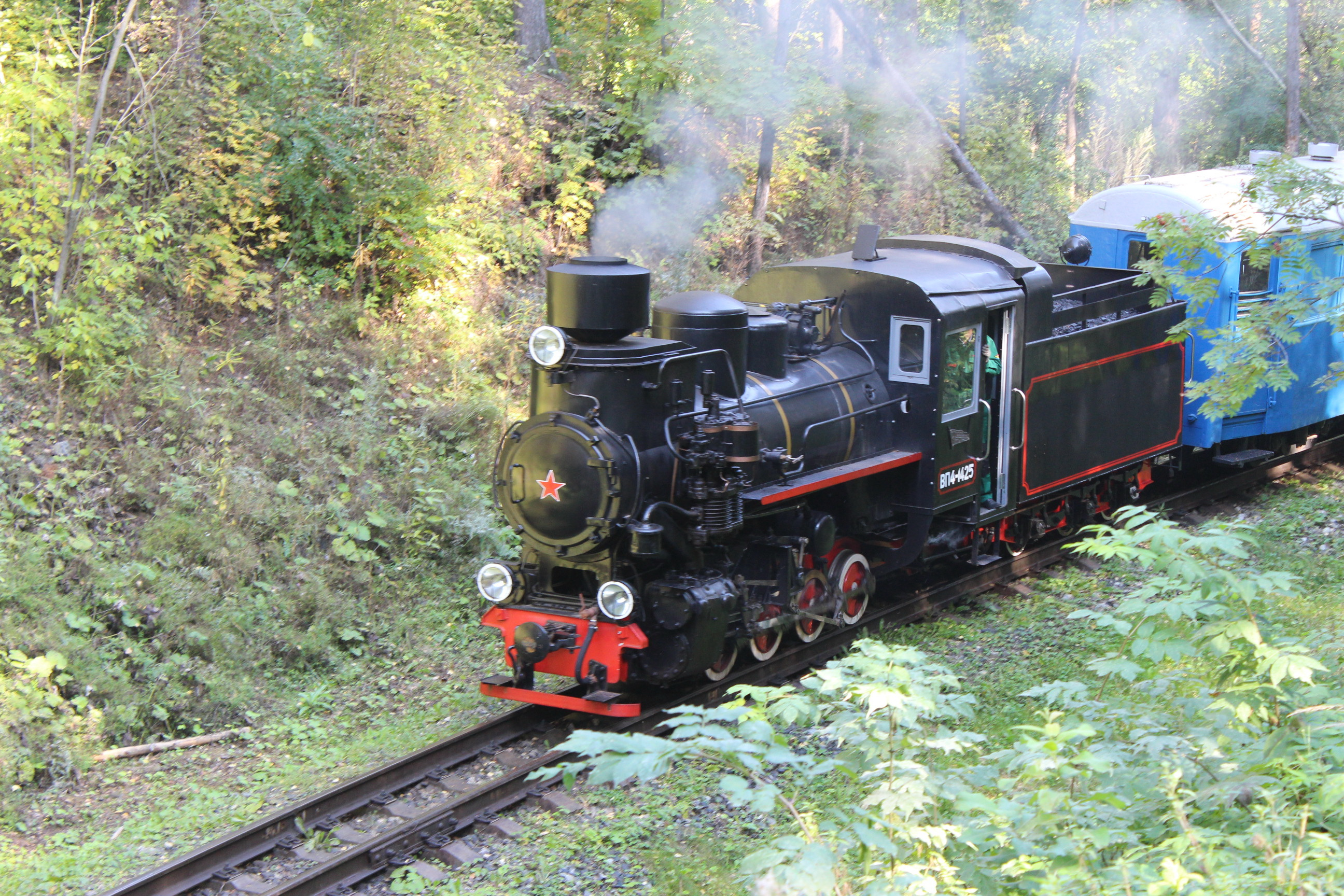
Dampflokomotive ВП4-1425

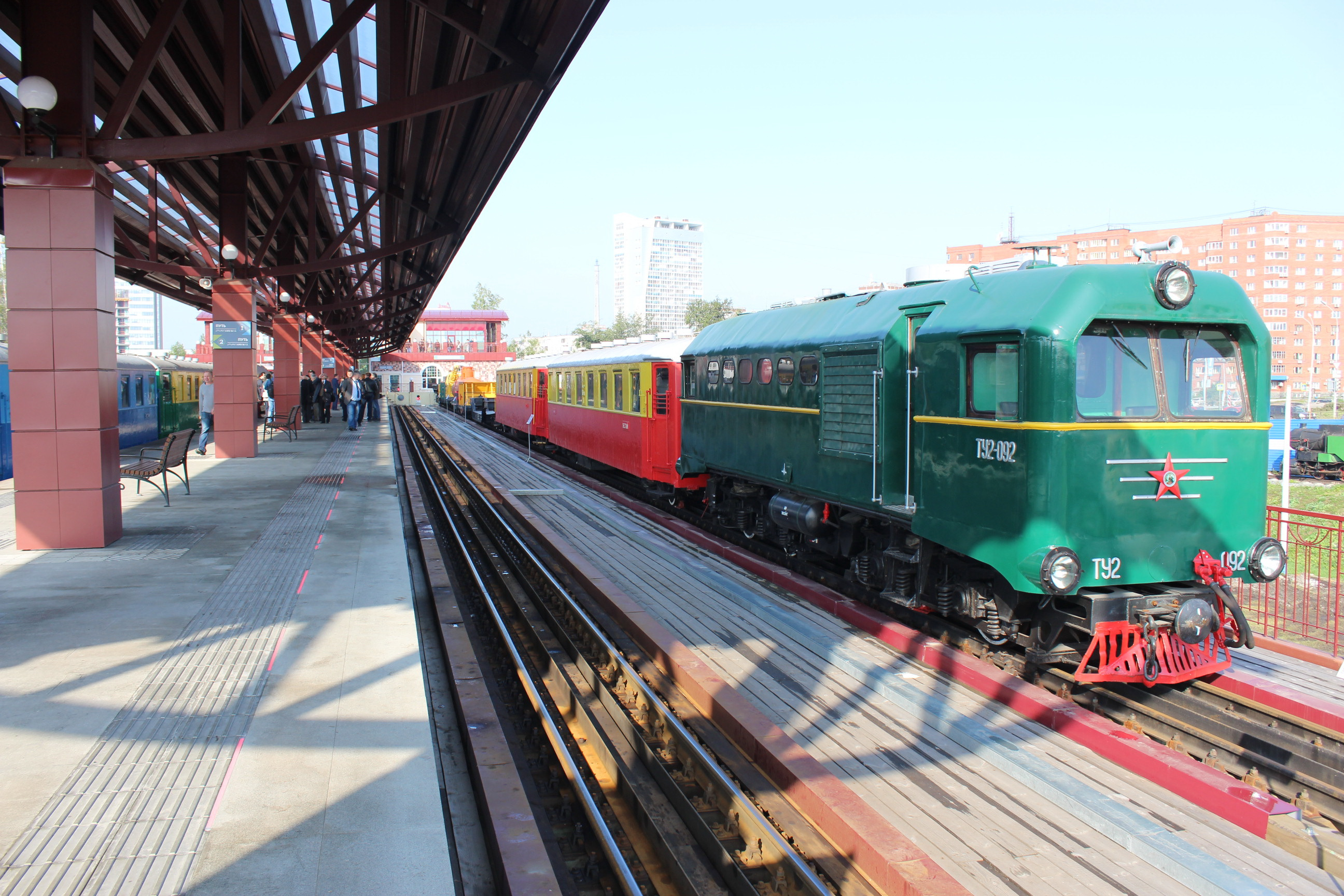
ТУ2-092

- Dampflokomotive GR-318, 1951 (nicht restauriert)
- Dampflokomotive ВП4-1425, 1956[3]
- Dampflokomotive ВП4-2097, 1958 (nicht restauriert)
- Dampflokomotive КЧ-4-328, 1950
- Dampflokomotive КП-4-486, 1955[4]
- Dampflokomotive П24-7 (№8225), 1941 (nicht restauriert)
- Dampflokomotive O&K №9 (№12350), 1931 (fahrbereit)[5]
- Dampflokomotive „Erzberg“ 170.1 (Wien-Floridsdorf №3150), Baujahr 1938 (nicht restauriert)

### Diesellokomotiven
- Dieselelektrische Lokomotive ТУ2-092, 1957
- Dieselelektrische Lokomotive ТУ2-236, 1959
- Dieselelektrische Lokomotive T 47.021 der ČSD, 1958[6]
- Dieselelektrische Lokomotive L45H-№24070, 1980[7]
- Dieselhydraulische Lokomotive ТУ4-3034, 1973 (nicht restauriert)
- Diesellokomotive mit Schaltgetriebe ТУ6A-2526, 1982 (nicht restauriert)
- Diesellokomotive mit einer langen Personenkabine ausgerüstete Triebwagen ТУ6П-0016, 1987[8]
- Diesellokomotive mit Generator ЭСУ1а №8 (nicht restauriert)
- Diesellokomotive mit Generator ЭСУ1а 947, 1987[9]

## Bilder

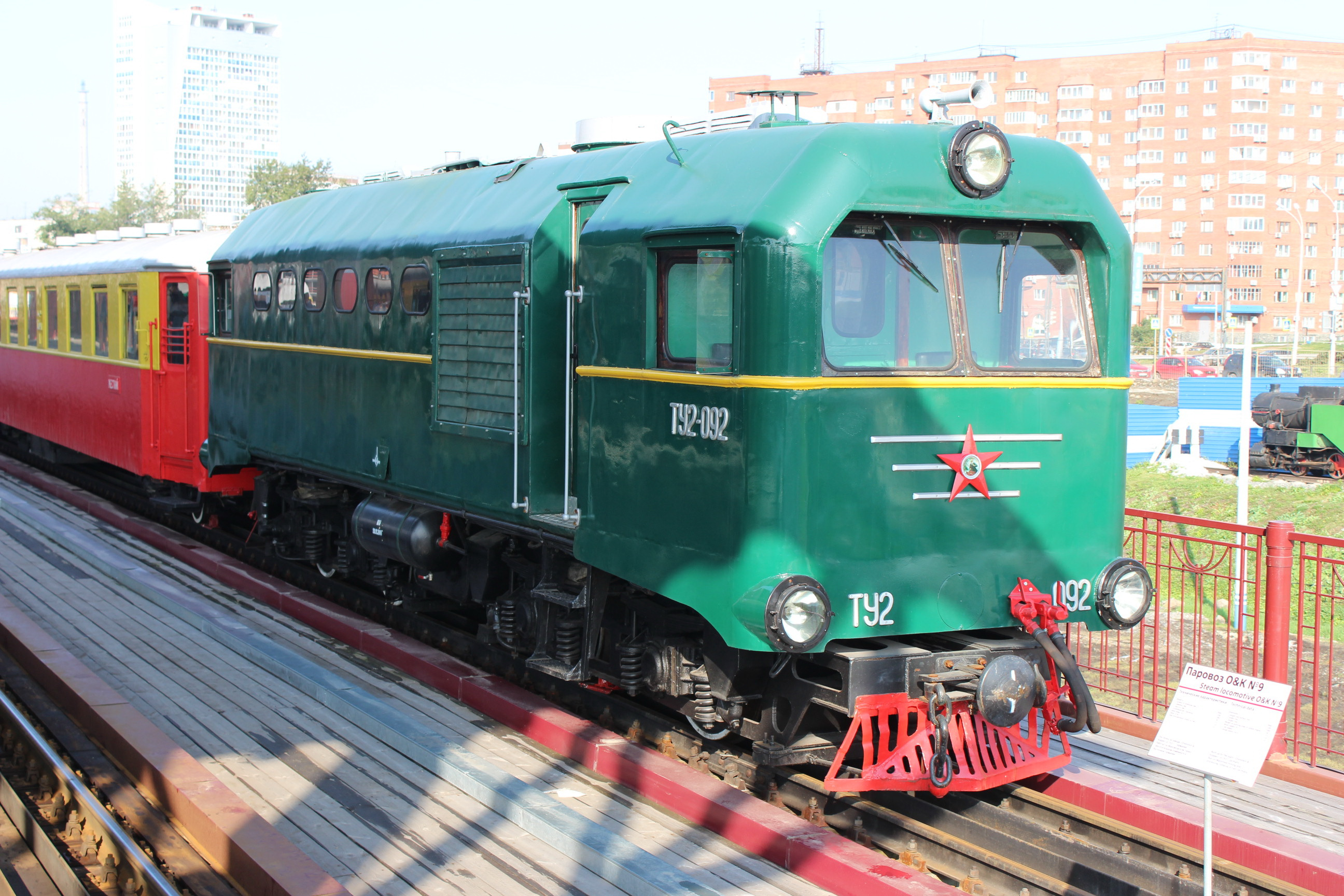
ТУ2-092, 1957
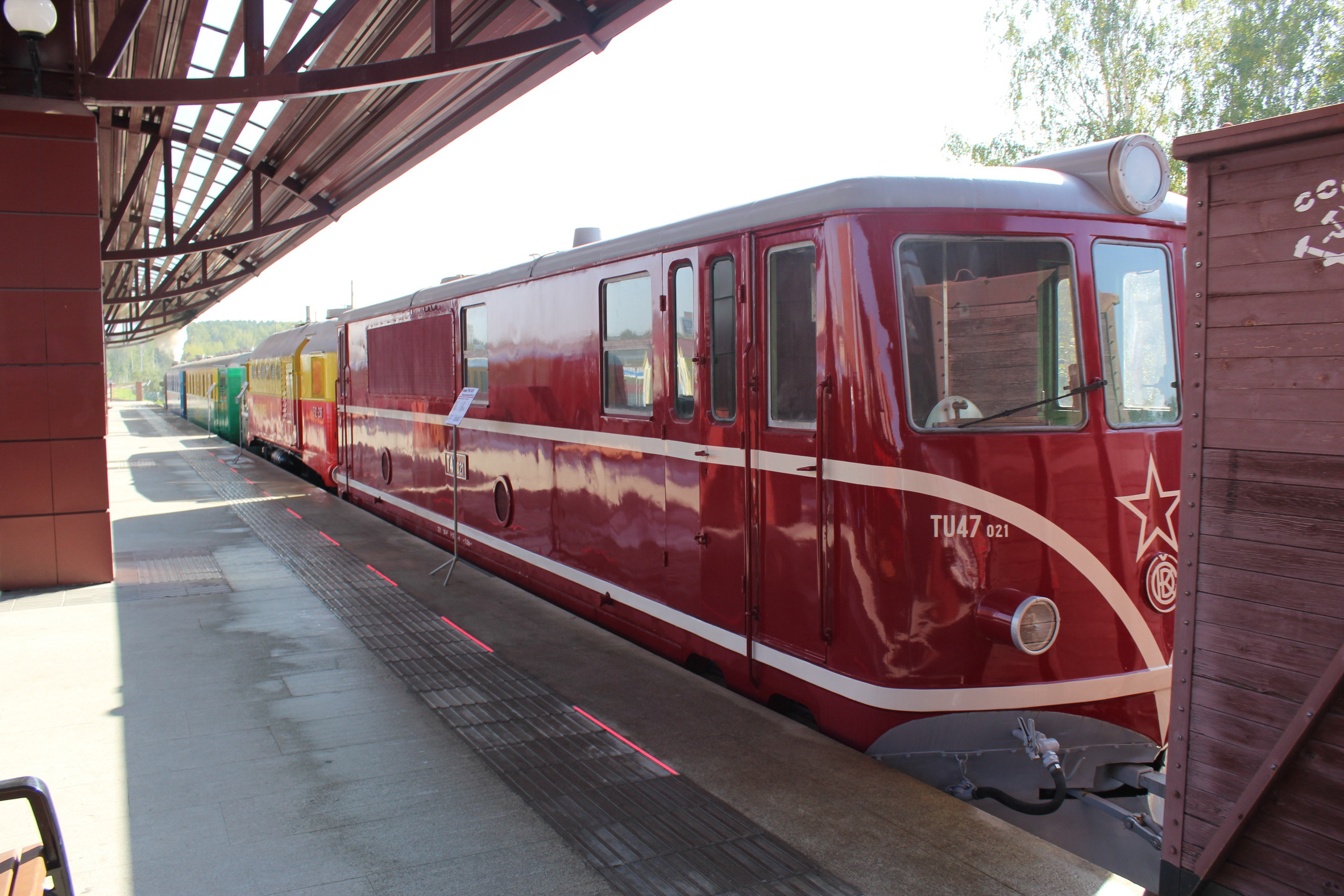
T 47.021, 1958
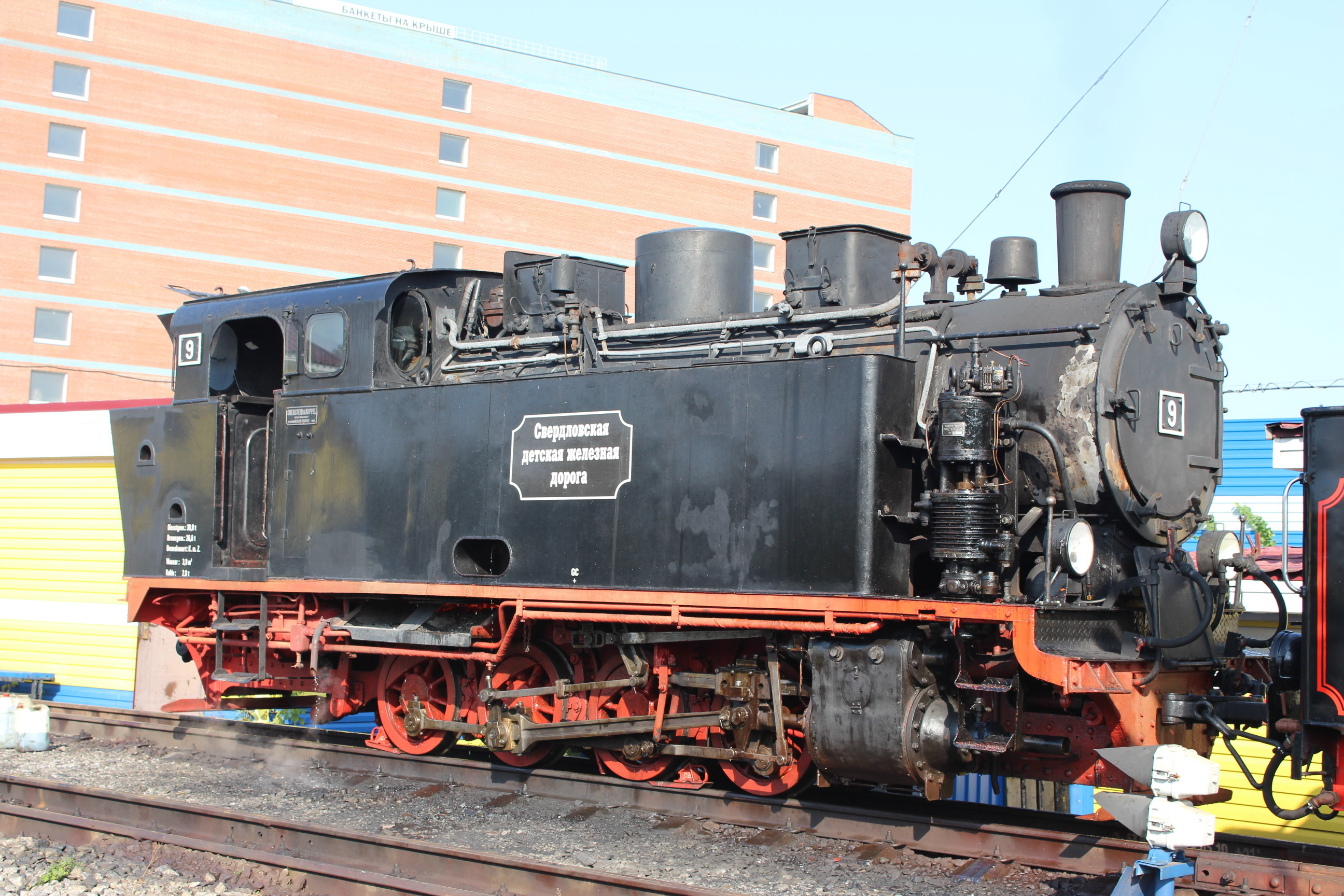
O&K №9 (№12350), 1931
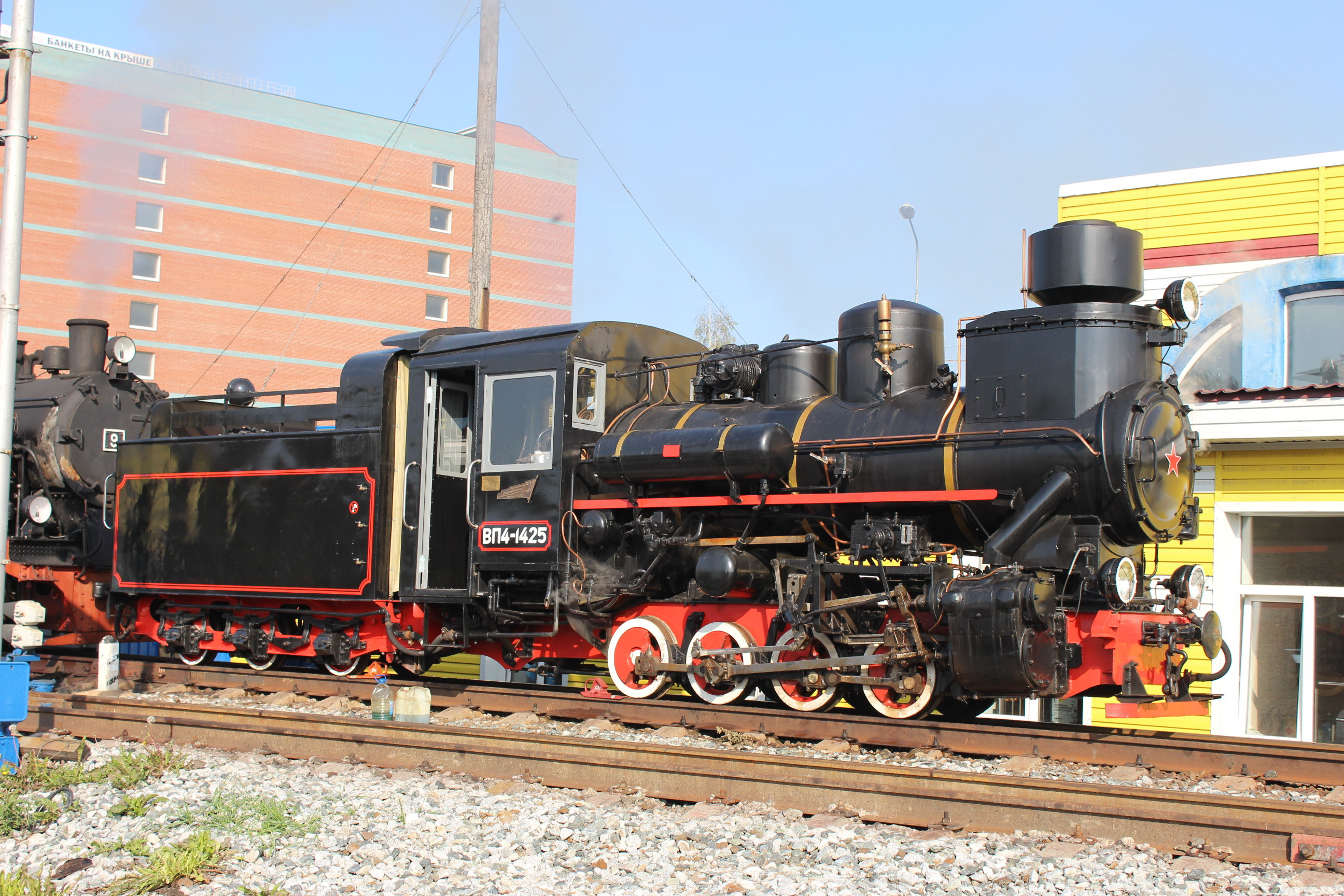
ВП4-1425, 1956
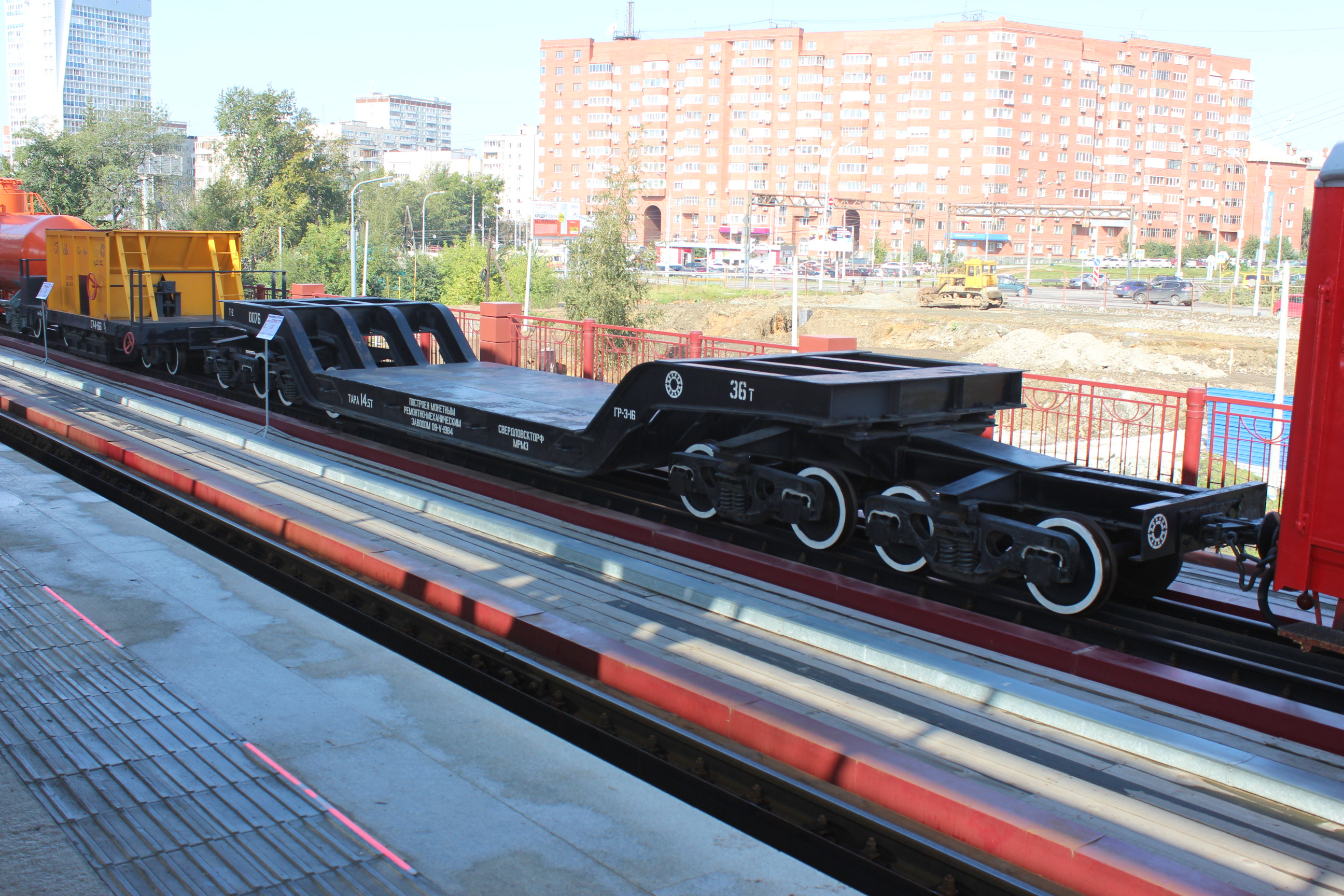
Tragschnabelwagen
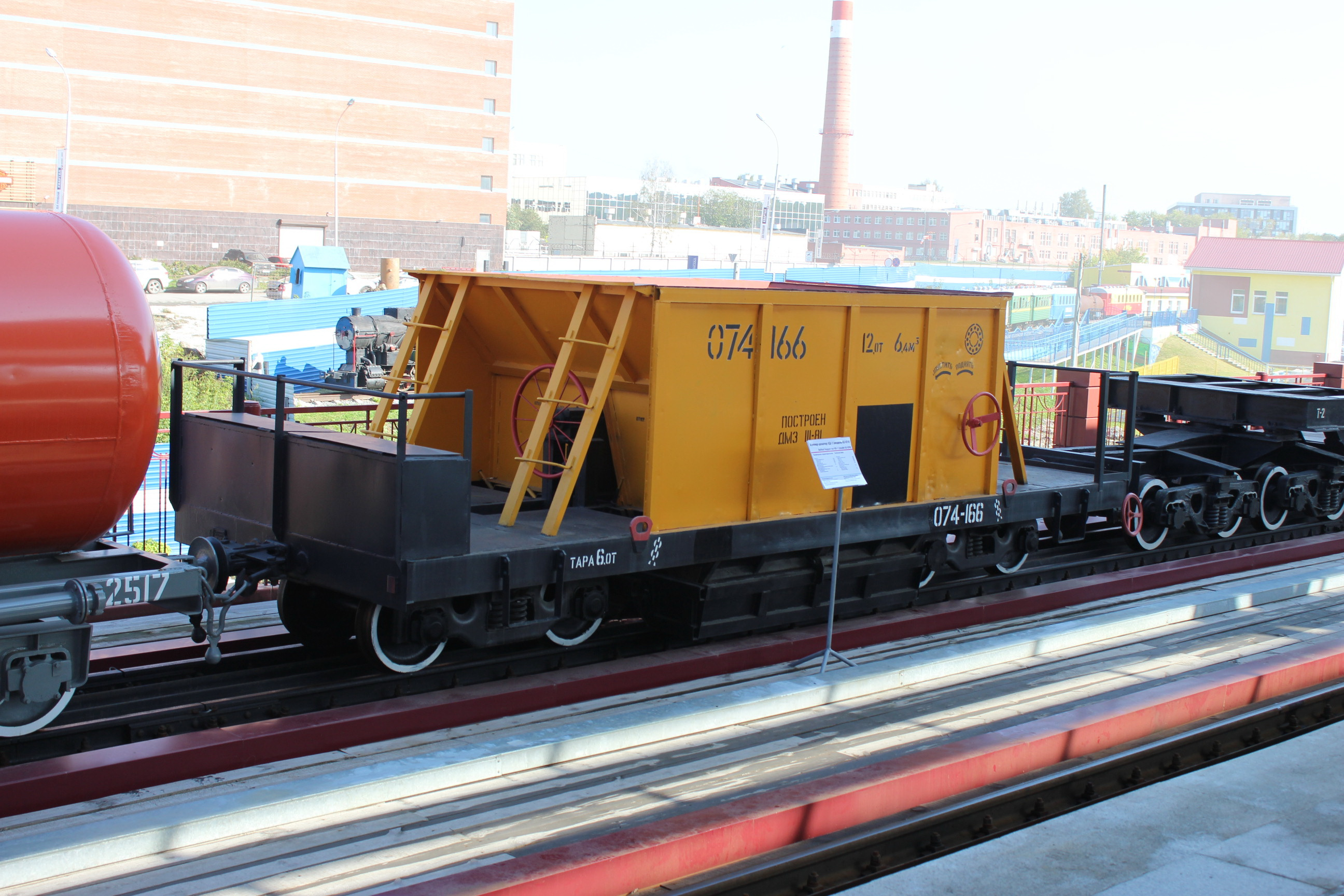
Schotterwagen 42-074 № 166